# Теракоя

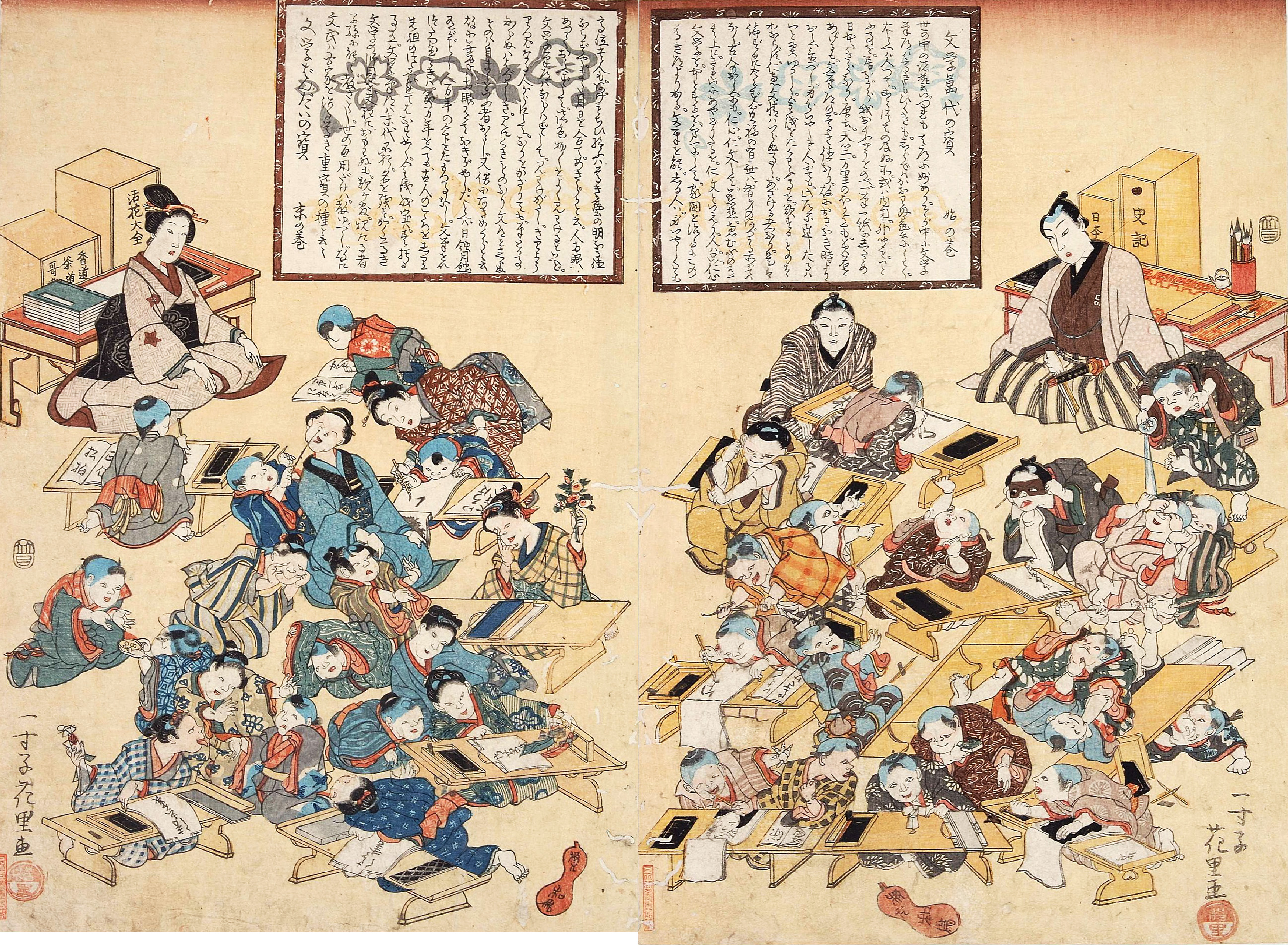
Теракоя для дівчат.

Теракоя　(яп. 寺子屋, てらこや, «прихрамова школа») — громадська або приватна початкова школа для міщан і селян в Японії 17 — 19 століття, в період Едо.
Перші теракоя були засновані як школи при буддистських монастирях. Головою і наставником таких шкіл виступав, зазвичай, буддистський монах, синтоїстський священик, лікар або самурай. Основними предметами викладання були читання, письмо і арифметика. Як підручники використовувалися книги «Зразки домашніх повчань» та «Вчення для дітлахів». Кількість учнів різнилася від 10 до 100 осіб. Навчання хлопчиків і дівчаток проводилося окремо.
На середину 19 століття в Японії діяло 15.000 початкових шкіл типу теракоя. Після реставрації Мейдзі 1869 року і введення системи обов'язкової освіти вони були замінені на державні початкові школи.